# فرهنگسرای گلستان
فرهنگسرای گلستان یکی از فرهنگسراهای فعال در شهر تهران است.
این فرهنگسرا، اسفند ماه سال ۱۳۷۶ در زمینی به مساحت ۶۲۵۰ مترمربع در ۵ طبقه بنا شده و در منطقه ۸ شهرداری تهران واقع است. این فرهنگسرا دارای نگارخانه، آمفی تئاتر و کتابخانه‌است.
فعالیت‌هایی که در این مکان برگزار می‌شود شامل هنرهای تجسمی، آموزش انواع هنرهای دستی، موسیقی وعلوم قرآنی است. نگارخانه این مجموعه هر هفته آثاری از هنرهای دستی و تجسمی را به معرض نمایش می‌گذارد. از آمفی تئاتر این مجموعه برای نمایش فیلم و اجرای تئاتر، موسیقی، برگزاری سمینار و سخنرانی استفاده می‌شود.

## امکانات
- سالن آمفی‌تئاتر با ظرفیت ۳۲۰ نفر
- نگارخانه با ظرفیت ۴۰ اثر هنری
- کتابخانه با ۶۳۰۰۰ جلد کتاب